# Anahawan, Nam Leyte
Anahawan là một đô thị hạng 5 ở tỉnh Nam Leyte, Philippines. According to the 2000 census, it has a population of 7.209 người trong 1.514 hộ.

## Các đơn vị hành chính
Anahawan được chia thành 14 barangay.
- Amagusan
- Calintaan
- Canlabian
- Capacuhan
- Kagingkingan
- Lewing
- Lo-ok
- Mahalo
- Mainit
- Manigawong
- Poblacion
- San Vicente
- Tagup-on
- Cogon